# Absturz der Fw 200 „Hessen“ 1945
Koordinaten: 48° 24′ 57″ N, 12° 27′ 40″ O
Die Hessen war ein Passagierflugzeug des Typs Focke-Wulf Fw 200, das am 21. April 1945 bei Piesenkofen, heute ein Ortsteil der Gemeinde Egglkofen im Landkreis Mühldorf am Inn in Bayern, abstürzte.

## Verlauf
Die „Hessen“, eine Focke-Wulf Fw 200 der Deutschen Lufthansa, sollte die Flugleitung der Lufthansa von Berlin nach München bringen und danach mit vier spanischen Botschaftern weiter nach Spanien fliegen. Der am Morgen des 21. April geplante Start wurde wegen Feindaktivitäten verschoben. Obwohl schlechtes Wetter (Gewitter) herrschte, startete die „Hessen“ gegen 20:25 Uhr Richtung München. Gegen 21:50 Uhr forderten die Piloten eine Funkpeilung vom Flughafen München an; zu diesem Zeitpunkt befand sich das Flugzeug auf der Höhe von Straubing. Um 22:00 Uhr wurden die Motorgeräusche der Fw 200 über dem Flughafen München gehört, doch wegen des schlechten Wetters konnte das Flugzeug nicht landen und flog weiter Richtung Südosten. Nach dem Überfliegen meldeten die Piloten: „Fliegen direkt nach Barcelona“. Kurz danach brach der Funkkontakt zur „Hessen“ ab. Über den Verbleib der Fw 200 wurde in den Tagen nach dem Verschwinden heftig spekuliert, aber die Absturzstelle konnte nicht gefunden werden.

## Entdeckung der Absturzstelle 1950
Auch in den folgenden Jahren wurde die „Hessen“ nicht gefunden. Im Jahr 1949 tauchte ein Ungar mit dem Versicherungsschein August Künstles, des Flugkapitäns der „Hessen“, bei der Stadtverwaltung von Neumarkt-Sankt Veit auf. Ein Jahr später wurde bekannt, dass die Fw 200 bei Piesenkofen abgestürzt sein musste. Obwohl man in der gesamten näheren Umgebung vom Absturz wusste, war nie etwas an die Öffentlichkeit gekommen.

## Bergung der Toten 1952
Am 28. Januar 1952 wurde bei Grabungen an der Absturzstelle unter anderem die persönliche Habe der Insassen gefunden, darunter der Lufthansaausweis von August Künstle. Die sterblichen Überreste wurden am 29. Januar auf dem Friedhof in Tegernbach beigesetzt.

## Augenzeugen
Augenzeugen schilderten, wie die brennende Fw 200 über Piesenkofen kreiste. Sie streifte einige Bäume, wurde nach oben gerissen und bohrte sich fast senkrecht in einen Wald nördlich von Piesenkofen. Das Wrack brannte noch drei Tage lang. Etwa 300 Meter südlich der Absturzstelle wurde ein Teil der linken Tragfläche der Fw 200 gefunden. An der Absturzstelle wurden drei der vier Motoren der „Hessen“ ausgegraben. Die Einwohner rund um die Absturzstelle hatten damals vermutet, dass Adolf Hitler, Joseph Goebbels und Hermann Göring sich im Flugzeug befanden.

## Unfallursache
Auf Basis der Augenzeugenberichte wurde rekonstruiert, dass das Triebwerk Nr. 1 durch einen Vergaserbrand oder Blitzschlag Feuer gefangen hatte. Über Piesenkofen explodierte das Triebwerk und riss dabei das Ende der Tragfläche ab, das Flugzeug stürzte unkontrolliert ab.

## Absturzstelle heute
Weil das Flugzeug fast senkrecht in den Wald gestürzt war, findet man keine Schneise im Wald. Im Jahre 1997 wurde an dem 20 Meter breiten Absturzkrater, der noch sichtbar ist, ein Holzkreuz aufgestellt, das 2003 erneuert wurde. Zum 60. Jahrestag wurde eine Bronzestele aufgestellt.